# Haus Goy

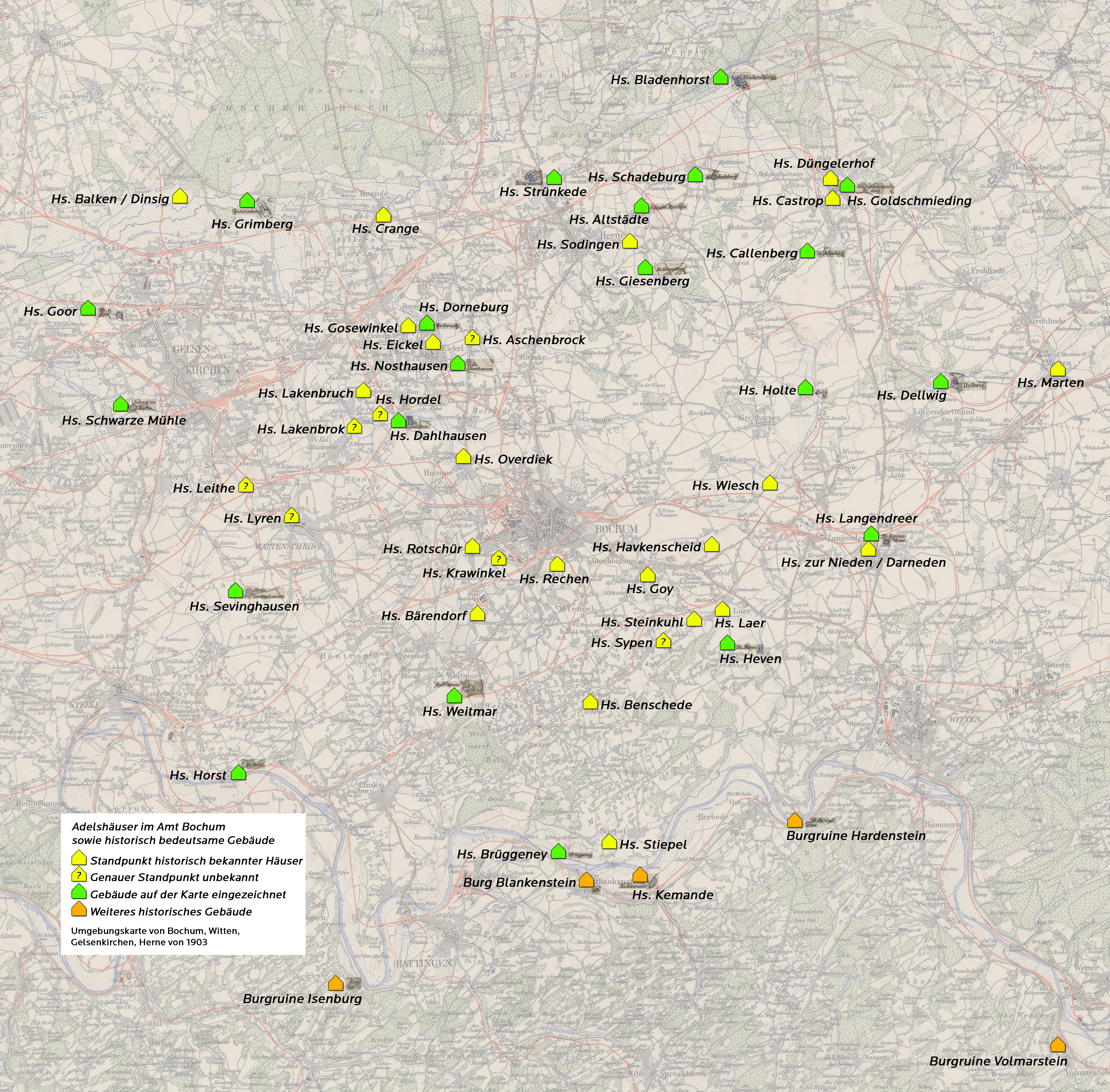
Die Adelssitze und Rittergüter im Amt Bochum mit Haus Goy

Haus Goy war ein Herrenhaus in der Gemarkung Altenbochum. Bis zur Napoleons Zeiten war Goy ein selbstständiger Gerichtsbezirk. Heute ist der Teil der Stadt als Ortslage auf Karten eingezeichnet und ein eigenes statistisches Viertel. 

## Geschichte
Ein Ortsadelsgeschlecht der Herren von Goy wurde erstmals 1340 in der historischen Überlieferung erwähnt. Die Familie war eng verwandt mit den Rittern von Havkenscheid. 1388 gehörte ein Angehöriger des Geschlechts zu den Ministerialen, die für die Grafen von der Mark an einem Feldzug teilnahmen. 1450 wurde ein eigener Gerichtsbezirk des Hauses Goy erwähnt, der bis in die Napoleonischen Zeit bestand. 1580 ging Haus Goy nach dem Aussterben der Herren von Goy im Mannesstamm an die Familie von Neuhof gen. Ley. Im 18. Jahrhundert wurde das Gut durch Rüdiger von Westhofen erworben. 1790 ging es durch Heirat an die Familie von Sudhaus, 1834 an die Herren von Berg. Kurz darauf gelangte es durch Erbschaft in bürgerliche Hände.
Um 1900 stand an der Stelle des Herrensitzes nur noch ein Vierseithof. Im Zweiten Weltkrieg ist dieser teilweise zerstört und in den 1960er Jahren vollends abgerissen worden.
In einem Nebenteil des Hauses gab es früher ein evangelisches Altersheim. Ob es eine Nachfolge mit der Altenwohnanlage gibt, die heute am ehemaligen Standort im Goyer Busch besteht, ist nicht bekannt.